# مارتا روميرو
مارتا روميرو (بالإنجليزية: Marta Romero)‏ هي مغنية وممثلة أمريكية، ولدت في 17 فبراير 1928 في بونس، بورتوريكو في الولايات المتحدة، وتوفي بنفس المكان في 31 مايو 2013.

## وصلات خارجية
- مارتا روميرو على موقع IMDb (الإنجليزية)
- مارتا روميرو على موقع ألو سيني (الفرنسية)
- مارتا روميرو على موقع أول موفي (الإنجليزية)
- مارتا روميرو على موقع ديسكوغز (الإنجليزية)
- مارتا روميرو على موقع قاعدة بيانات الفيلم (الإنجليزية)
- مارتا روميرو على موقع كينوبويسك (الروسية)